# Michael T. Wright
Michael T. Wright (* 16. Juni 1948 in London) ist ein britischer Ingenieur und Technikhistoriker und Experte für den Antikythera-Mechanismus.

## Biographie
Michael T. Wright studierte Physik in Oxford und Technikgeschichte an der Universität London. Er war zunächst Lehrer und 1971 bis 2004 am Science Museum London, wo er Kurator für Maschinenbau war. Ab 2004 war er Honorary Research Fellow am Imperial College London am Zentrum für Wissenschafts- und Technikgeschichte. Er ist Fellow der Society of Antiquaries of London.
Er ist bekannt für seine Rekonstruktion des Antikythera-Mechanismus (siehe Hauptartikel Antikythera-Mechanismus), ein antikes Planetarium bzw. eine astronomische Uhr aus der Zeit von 70 bis 60 v. Chr. Dabei arbeitete er mit dem australischen Computerhistoriker Allan G. Bromley zusammen, der allerdings schon 2002 verstarb, wonach Wright die Arbeit allein fortsetzte. Die Basis der Rekonstruktion waren Röntgenaufnahmen des Artefakts, die Wright in Athen mit Bromley am Original in den 1990er Jahren anfertigte. Sie konnten dabei die ältere Rekonstruktion von Derek de Solla Price teilweise bestätigen, fanden aber auch erhebliche Abweichungen. Seine Ergebnisse präsentierte Wright 2007.  Dabei wurden, wie er in einer Fußnote seiner Arbeit anerkannte, zwischenzeitlich auch Korrekturen durch andere Mitarbeiter des Antikythera Mechanism Research Projekt gemacht.
Ein virtuelles Modell entstand aus der Zusammenarbeit von Wright und Massimo „Mogi“ Vicentini am Wissenschaftsmuseum Galileo in Florenz. Wright initiierte auch ein mechanische arbeitsfähige Modelle (zum Beispiel in Lego, mit Vicentini und durch die Uhrenfirma Hublot). Er war an mehreren Fernsehdokumentationen zum Antikythera-Mechanismus beteiligt.

## Schriften (Auswahl)
- mit A.Bromley, E. Magkou: Simple X-ray Tomography and the Antikythera Mechanism, PACT (Révue du groupe européen d'études pour les techniques physiques, chimiques, biologiques et mathématiques appliquées à l'archéologie or Journal of the European Study Group on Physical, Chemical, Biological and Mathematical Techniques Applied to Archaeology), Band 45, 1995, S.  531–543.[3]
- The Antikythera Mechanism: a New Gearing Scheme, Bulletin of the Scientific Instrument Society, Band 85, Juni 2005, S.  2–7.
- A Planetarium Display for the Antikythera Mechanism, 2 Teile, Horological Journal, Band 144, 2002, S. 169–173, 193
- Epicyclic Gearing and the Antikythera Mechanism, 2 Teile,  Antiquarian Horology, Band 27, März 2003, S. 270–279, Band  29, September 2005, S. 54–60.
- The Scholar, The Mechanic and the Antikythera Mechanism: Complementary Approaches to the Study of an Instrument, Bulletin of the Scientific Instrument Society, Band 80, 2004, S. 4–11.
- The Antikythera Mechanism: a New Gearing Scheme, Bulletin of the Scientific Instrument Society, Band 85, Juni 2005, S. 2–7.
- Counting Months and Years: the Upper Back Dial of the Antikythera Mechanism, Bulletin of the Scientific Instrument Society, Band  87, Dezember 2005, S. 8–13.
- The Antikythera Mechanism and the early history of the Moon Phase Display, Antiquarian Horology, Band 29, 2006, S. 319–329.
- The Antikythera mechanism reconsidered, Interdisciplinary Science Reviews (Report), Band 32,  2007, S. 21–43